# Monte Giberto
Monte Giberto (im lokalen Dialekt: Mundiciverto) ist eine italienische Gemeinde (comune) mit 727 Einwohnern (Stand 31. Dezember 2023) in der Provinz Fermo in den Marken. Die Gemeinde liegt etwa 13 Kilometer südwestlich von Fermo.

## Söhne und Töchter der Gemeinde
- Luigi Capotosti (1863–1938), Bischof und Kardinal
- Massimo Fagioli (1931–2017), Drehbuchautor und Filmregisseur